# Премия Ласкера
Премия Ласкера (англ. Lasker Award; Ласкеровская премия) — американская премия в области медицинских наук, вручаемая с 1946 года и рассматривающаяся как «Нобелевская премия для США».
Премия впервые вручена в 1946 году. Своё название премия получила в честь американского бизнесмена и филантропа Альберта Ласкера (1880—1952). Управление осуществляет Фонд Ласкера (англ. Lasker Foundation), основанный самим Альбертом Ласкером и его женой Мэри Ласкер. Более восьмидесяти лауреатов премии Ласкера являются также Нобелевскими лауреатами, из них более 30 стали ими в последние два десятилетия. Президентом Фонда является Клэр Померой.

## Лауреаты
Премии вручаются в нескольких номинациях (в сумме в размере около $250000):
- Премия Альберта Ласкера за фундаментальные медицинские исследования (англ. Albert Lasker Basic Medical Research Award) — за основополагающие исследования в области фундаментальных медицинских наук. Почти половина получивших эту премию затем получают Нобелевскую премию.
- Премия Альберта Ласкера за клинические медицинские исследования (англ. Albert Lasker Clinical Medical Research Award) — вручается лучшим практикующим врачам. В 2008 году была переименована в честь выдающегося американского кардиохирурга Майкла Дебейки.
- Премия Ласкера — Блумберга за государственную службу[англ.] — за продвижение федерального законодательства, финансирование и иную общественно значимую деятельность в области здравоохранения.
- Премия Альберта Ласкера за особые достижения (англ. Albert Lasker Special Achievement Award)

1951
- Анонимные алкоголики

«За уникальный и успешный подход к вековой проблеме алкоголизма».
2005
- Служба общественности — Nancy Brinker[англ.]

«За создания основ для лечения рака молочной железы и резкое повышение осведомлённости общественности об этой разрушительной болезни».
2007
- Служба общественности — Энтони Фаучи

«За его роль в качестве главного архитектора двух крупнейших американских правительственных программ, направленных на борьбу со СПИДом и на биозащиту».
2009
- Служба общественности — Майкл Блумберг

«за поддержку системы здравоохранения, установления мирового стандарта в этой области, сокращение употребления табака и улучшению общественного здоровья с помощью просвещённой благотворительности».
2015
- Служба общественности — Врачи без границ

«За отважные действия в ответ на кризисную ситуацию с лихорадкой Эбола в Западной Африке».